# 三崎町 (八王子市)
三崎町（みさきちょう）は東京都八王子市の町名。丁番を持たない単独町名であり、住居表示実施済区域。郵便番号は192-0084（八王子郵便局管区）。

## 地理
JR八王子駅の西側に位置する地域で、東と南に旭町、西に寺町、北に中町に隣接している。町内には東西にみさき通りと富士見通りが、南北に野猿街道が通っており、北東には西放射線ユーロードと三崎町公園がある。
ほぼ全域で雑居ビルが目立ち、周辺の中町などとともに居酒屋はじめスナックやキャバクラ、セクシーパブ、ピンクサロン等の風俗店が密集する八王子市最大の歓楽街となっている。

## 歴史

### 沿革
- 1912年(大正元年) 10月1日 - 町名改正により、馬乗町の一部が三崎町となる。

### 治安・風紀の維持
2012年、東京都は三崎町を都迷惑防止条例に基づき、客引きやスカウトのみならず、それらを行うために待機する行為なども禁止する区域に指定した。
さらに2019年には同じく三崎町を暴力団排除条例に基づき、暴力団排除特別強化地域に指定。地域内では暴力団と飲食店等との間で、みかじめ料のやりとりや便宜供与などが禁止され、違反者は支払った側であっても懲役1年以下または罰金50万円以下の罰則が科される。

## 世帯数と人口
2020年（令和2年）1月31日現在の世帯数と人口は以下の通りである。
| 町丁   | 世帯数  | 人口  |
| ------ | ------- | ----- |
| 三崎町 | 288世帯 | 410人 |

## 小・中学校の学区
市立小・中学校に通う場合、学区は以下の通りとなる。
| 番地 | 小学校               | 中学校               |
| ---- | -------------------- | -------------------- |
| 全域 | 八王子市立第三小学校 | 八王子市立第六中学校 |

## 交通
鉄道は町域内にこそ通っていないが、JR東日本八王子駅北口が比較的近くに存在し、京王電鉄の京王八王子駅も徒歩で向かうことができる。路線バスも同じく、八王子駅北口のバス停が最寄りとなっている。

## 施設
商業
- 東横イン東京八王子駅北口
- マロウドイン八王子
- 肉のハナマサ八王子店
- ファミリーマート八王子みさき通り店
- マクドナルド八王子三崎町店
- 餃子の王将八王子駅北口店
- しゃぶしゃぶ温野菜八王子店
- 牛角八王子北口店
- ビッグエコー八王子店

その他
- 三崎町公園
- 八王子一家本部 - 二率会、八王子抗争も参照